# Lőrinc Katalin
Lőrinc Katalin (Budapest, 1957. szeptember 26.) magyar táncművész, koreográfus, újságíró, egyetemi tanár.

## Életpályája
Szülei: Lőrinc György (1917-1996) koreográfus és Merényi Zsuzsa (1925-1990) balettmester voltak. 1968–1977 között az Állami Balettintézet diákja volt. 1977-1978 között a brüsszeli Mudra művészeti stúdióban tanult. 1978–1981 között a stockholmi Cullberg-balett szólistája volt. 1979–1981 között a londoni Contemporary Dance School hallgatója volt. 1981–1984 között a Pécsi Nemzeti Színház tagja volt. 1984–1987 között a Bécsi Táncszínház (Tanztheater Wien, Liz KIng vezetésével) szólistájaként dolgozott. 1986-tól kurzusokat tart a Magyar Táncművészeti Főiskolán. 1988-1997 között szabadfoglalkozású volt. 1989–1991 között a Luxemburgi Konzervatórium vendégprofesszora, 1992–1997 között a Veszprémi Petőfi Színház vendégművésze volt. 1996–1997 között elvégezte a MÚOSZ Újságíró Iskolát. 1997–2008 között a Magyar Táncművészeti Főiskola adjunktusa, 2015 óta egyetemi tanára. 2001–2006 között a Győri Tánc- és Képzőművészeti Iskola művészeti vezetője volt. 2005–2009 között a Fortedanse Társulat vendégművésze. 2006 óta a Budapesti Kortárstánc Főiskola tanára. 2010–2015 a Színház- és Filmművészeti Egyetem Készségfejlesztő Tanszék mozgás csoportvezetője. 2014-ben doktorál ugyanitt. Független táncszínházi projektekben, 2011-től önálló improvizációs projektekben lép fel.

## Színházi munkái

### Színészként
- Karl Kraus: Az emberiség végnapjai....

### Koreográfusként
- Illyés Gyula: Kiegyezés (1983, Pécsi Nemzeti Színház)
- Nádas Péter: Átjáró (1995, Veszprémi Petőfi Színház))
- Karl Kraus: Az emberiség végnapjai (1997, Veszprémi Petőfi Színház)
- Rossa László: Hófehérke és a hét törpe (1997, Veszprémi Petőfi Színház)

## Könyv
- Martha Graham nyomában; Planétás–Magyar Táncművészeti Főiskola, Bp., 2007 (Táncművészet)
- Martha Graham nyomában; 2. jav. kiad.; Magyar Táncművészeti Főiskola, Bp., 2011 (Táncművészet; A Magyar Táncművészeti Főiskola tankönyv- és jegyzetsorozata)
- A test mint szöveg, Országos Széchényi Könyvtár, Bp., 2018

## Díjai, kitüntetései
- Magyar Köztársasági Bronz Érdemkereszt (1997)
- Harangozó Gyula-díj (1999)
- Lábán Rudolf díj (2021)
- A Magyar Érdemrend lovagkeresztje (2023)
- A Halhatatlanok Társulatának örökös tagja (2024)